# Juan Sebastián Gómez
Juan Sebastián Gómez, né le 5 mars 1992 à Bogota, est un joueur de tennis colombien.
En fin d'année 2010, il est numéro 1 de tennis en catégorie junior.

## Carrière
En 2010, il remporte la médaille d'or aux en simple aux premiers Jeux olympiques de la jeunesse en battant Yuki Bhambri en finale.
Sa meilleure performance en Grand Chelem junior reste un modeste 2e tour à Wimbledon, mais grâce à de meilleurs résultats dans des tournois moins côtés et de bons résultats en double, il devient en fin d'année champion du monde junior.

## Palmarès
Il remporte en 2011 le tournoi Challenger de Quito en double.